# Lagunicatlán
Lagunicatlán är en ort i Mexiko.   Den ligger i kommunen Acatlán och delstaten Hidalgo, i den sydöstra delen av landet, 100 km nordost om huvudstaden Mexico City. Lagunicatlán ligger 2 432 meter över havet och antalet invånare är 395.
Terrängen runt Lagunicatlán är kuperad åt sydväst, men åt nordost är den platt. Runt Lagunicatlán är det ganska tätbefolkat, med 60 invånare per kvadratkilometer. Närmaste större samhälle är Tulancingo, 11,4 km öster om Lagunicatlán. I omgivningarna runt Lagunicatlán växer huvudsakligen savannskog.